# (1709) Ukraina
(1709) Ukraina est un astéroïde de la ceinture principale.

## Description
(1709) Ukraina est un astéroïde de la ceinture principale. Il fut découvert le 16 août 1925 à Simeis par Grigory Abramovitch Shajn. Il présente une orbite caractérisée par un demi-grand axe de 2,38 UA, une excentricité de 0,21 et une inclinaison de 7,6° par rapport à l'écliptique.

## Nom
Cet astéroïde a été nommé d'après l'Ukraine, l'une des anciennes républiques socialistes soviétiques à l'époque de sa désignation, le nom fut proposé par l'Institut d'Astronomie Théorique de Leningrad, actuellement Saint Pétersbourg. L'Ukraine est indépendante depuis la dissolution de l'URSS, en 1991.

## Compléments